# عشوائية

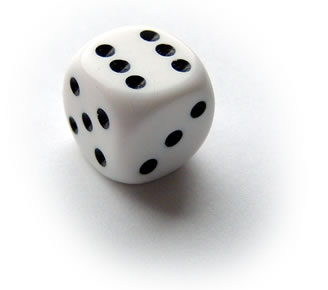

العشوائية أو العشاوة (بالإنجليزية: Randomness)‏ كلمة مشتقة من فعل عَشُوَ وعَشَا عَشْوًا; وتعني من ساء بصره بالليل والنهار أو من أبصر بالنهار ولم يبصر في الليل. فالعشاوة هي سوء البصر ليلا ونهارا أو ليلا فقط. تستعمل هذه الكلمة في العلوم للتعبير عن انعدام الغرض والغاية[بحاجة لمصدر]. فالعشوائي يعبر تماما عن هذا المعنى من فقدان الهدف أو السبب أو الترتيب. بمعنى أن العشوائية فقدان التخطيط. يستخدم مصطلح العشوائية مع كثير من المصطلحات المتعلقة بخواص إحصائية قابلة للقياس، مثل فقدان الارتباط أو فقدان الانحياز.
أيضًا، يُدّعى أن نسبة أن تكون نتيجة إلقاء العملة هي 50% ملك و 50% كتابة، لكن بناءً على أبحاث جامعة ستامفورد هذه النسبة هي غير صحيحة. فعندما تدور العملة، تكون احتمالية أن تقف العملة على الجانب الأثقل أكبر، مما يجعل احتمالية الجانب الأخف أكبر، فمثلًا في عملة اليورو احتمالية الملك أكبر من احتمالية الكتابة، أما القرش الأمريكي فاحتمالية الكتابة أكبر من احتمالية الملك.

## العشاوة في العلوم
تحتاج عدة مجالات علمية إلى دراسة العشاوة، منها:
- احتمال خوارزمي
- نظرية الشواش
- علم التعمية
- نظرية الألعاب
- نظرية المعلومات
- تمييز الأنماط
- نظرية الاحتمال
- ميكانيكا الكم
- ميكانيكا إحصائية
- الإحصاء

### في الرياضيات
يعود أصل النظرية الرياضية للاحتمالات إلي محاولات صياغة رياضياتية للأحداث المبنية على الحظ، وخصوصا فيما يتعلق بالقمار. نشأ بعد ذلك ارتباط بين الاحتمال والفيزياء.
انظر إلى متتالية عشوائية، عشاوة كولموغوروف، أندريه كولموغوروف، راي سولومونوف، غريغوري شايتن، أعداد عشوائية.

### في المال
تحتل العشوائية مكانة مهمة في العلوم والفلسفة.